# 陈洸
陈洸（1479年—1534年），字世杰，号东石，民间称北科，廣東潮州府潮陽縣贵山都贵屿（今属汕头市潮阳区贵屿镇华美村）人。明朝政治人物。

## 生平
正德二年（1507年）丁卯科廣東鄉試第十四名舉人。正徳六年（1511年）中式辛未科會試第一百三十一名，  登楊慎榜二甲第一百六十六名進士，八月初授户科给事中，正徳七年（1512年）成為王守仁首位潮籍弟子，正徳八年（1513年）調任吏科給事中（王守仁手下任職），正徳十一年（1515年）九月調任潮廣僉事參與王守仁剿匪工作，嘉靖元年復職吏科左給事中並授徵仕郎，嘉靖三年五月升太常寺少卿，八月調任大理寺少卿參與審理左順門事件，参与大礼议，因为科道官所劾，將其与潮陽知縣宋元翰互相攻讦一事上聞，陳洸一案經多年反复审理，嘉靖七年五月结案，陳洸冠带闲住。潮阳、普宁民间称其为国舅爷，流传不少有关陈洸的故事，并有不少关于他的潮剧剧目。

## 陈洸案
陈洸案为明朝嘉靖时期有名的政治斗争之一，牵连数百人。
《万历野获编》是明代沈德符所著的一部重要历史笔记，以详实记录万历朝及之前的典章制度、社会风貌和朝野轶事著称。书中对叶应骢等人的司法手段记载，揭示了明代司法实践中存在的严酷与黑暗面。根据记载，叶应骢在案件审理中被指控“罗织证人”“逼供反坐”，酷刑滥用手段“惨酷异常”，这一描述反映了当时司法权力滥用的现象。
1. **叶应骢的司法手段与历史背景**
叶应骢是嘉靖年间的刑部官员，其审案方式以严酷著称。据《万历野获编》记载，他在处理案件时，常通过“罗织证人”构陷罪名，即虚构或诱导证人提供不实证词，甚至使用酷刑逼供，导致无辜者被迫认罪。所谓“逼供反坐”，即通过刑讯迫使被告承认诬告他人的罪行，最终反将诬告罪名加诸受害者自身。此类手段不仅违背司法公正，更凸显了明代刑狱制度的弊病。
2. **《万历野获编》的史料价值**
沈德符在书中对叶应骢的批评，体现了野史对正史的补充作用。明代正史往往对官员劣迹避讳或简化，而《万历野获编》作为私修史书，敢于揭露司法系统的腐败与官员的暴虐。例如，书中提到叶应骢的案例时，直言其“惨酷异常”，这种评价与正史中程式化的记载形成对比，为后世研究明代司法黑暗提供了鲜活素材。
3. **明代司法制度与酷刑文化**
叶应骢的手段并非孤例，而是明代司法体系普遍问题的缩影。明代法律虽明文规定禁止非法刑讯，但实践中官员为快速结案或迎合上级，常滥用拷掠。沈德符在书中多次提及此类现象，如刑部官员为获取口供，“以炭火炙足”“以针刺指”，甚至使用“脑箍”等酷刑。这些记载与叶应骢的案例共同印证了司法权力的失控。
4. **政治斗争与司法工具化**
叶应骢的严酷手段可能还与嘉靖朝的政治环境有关。嘉靖年间，严嵩专权，党争激烈，司法常沦为打击异己的工具。沈德符在书中对严嵩集团的描述，揭示了权臣如何操纵司法、构陷政敌。叶应骢作为刑部官员，作為楊𨑳和的門生或在此背景下成为权力斗争的执行者，其“罗织证人”的行为服务于楊𨑳和派高层們政治清洗。
据《明史》记载，叶应骢在审理陈洸案时，确曾联合御史熊兰等人严查陈洸罪行，列举其罪状达一百七十二条，但因陈洸投靠议礼派权臣，案件被政治化。
5. **野史视角下的道德批判**
陈洸的“私德败坏”核心在于家庭丑闻（“帷薄事”）及与地方官员的恶性争斗，其行为被政治对手利用并放大，最终成为嘉靖朝党争的典型案例。这一事件不仅揭示明代司法腐败与政治权谋的交织，也凸显了士大夫道德标准在官场生态中的双重性。
沈德符对叶应骢的记载，不仅是对个案的揭露，更包含对士大夫道德的反思。他在书中强调“事有左证，论无偏党”，批评官员为追求功名而丧失良知。这种批判意识使得《万历野获编》在记录史实的同时，也承载了作者对明代官僚体系的深刻反思。
总结
叶应骢案在《万历野获编》中的记载，是明代司法腐败与权力滥用的典型例证。通过沈德符的笔触，我们得以窥见当时司法实践中“罗织”“逼供”等非人道手段的普遍性，以及这些现象背后的政治与文化根源。这一案例不仅是历史研究的珍贵材料，也为理解中国传统司法的复杂性提供了重要视角。

## 家族
曾祖允齊；祖父陳錫（義民）；父陈寧，监生。母莊氏。弟陳瀾（子振妥）；从兄陈江（進士）、陈溱；從弟陈洧、陈泽。子男四：長子柱（正章）、次子瓚（两川）、三子琠、四子晦，女二。
十一世陳寧→十二世陳洸→十三世陳柱、陳瓚、陳琠、陳晦
十三世陳柱→十四世陳繼恩（陳策）
十三世陳瓚→陳椿（泥）、陳梧（泥）、陳楠（泥）、陳松軒（金錫）

## 相关剧目
- 潮剧《陈北科》
- 潮剧《国舅爷荐贤》
- 潮剧《国舅爷善解两世仇》
- 潮剧《翁万达和陈北科》